# Thomas A. McCarthy
Thomas Anthony McCarthy (* 6. März 1940 in Springfield, Massachusetts) ist ein amerikanischer Professor emeritus für Philosophie an der Northwestern University. Er leistete wesentliche Beiträge, um die Kritische Theorie und die europäische Philosophie der Gegenwart in den USA bekannt zu machen und wurde bekannt durch seine Stellungnahme zum Problem des Rassismus.

## Werdegang
McCarthys Familie stammt aus Irland, ebenso wie die seiner Frau Patricia Perry, die er bereits während seiner College-Zeit kennenlernte und am 3. August 1963 während des Studiums heiratete. Beide haben die irische Staatsbürgerschaft. Das Ehepaar hat zwei Kinder, Jennifer und Justin.
Mc Carthy erwarb 1961 den Bachelor of Science in Mathematik am Holy Cross College in  Worcester. Sein Studium der Philosophie an der University of Notre Dame schloss er 1963 mit dem Master of Arts in Philosophie ab. Seine Schwerpunkte waren Logik und Wissenschaftsphilosophie.  Mit einem Fulbright-Stipendium studierten McCarthy und seine Frau für ein akademisches Jahr (1963–64) an der Katholischen Universität Löwen in Belgien. Zum Doktor der Philosophie wurde er an der  University Notre Dame im Jahr 1968 mit einer Dissertation über Husserls Phänomenologie und Theorie der Logik promoviert. Noch während seiner Doktorarbeit war er Dozent an der University of California in San Diego, wo er Herbert Marcuse kennenlernte und mit diesem an Friedensmärschen in Kalifornien gegen den Vietnamkrieg teilnahm.
Von 1968 bis 1972 wurde McCarthy wissenschaftlicher Assistent an der Universität München, wo er den Positivismusstreit erlebte. In der Folge wandelte sich sein Arbeitsschwerpunkt hin zu Themen mit kritischer, sozialer und politischer Theorie, insbesondere konzentrierte er sich auf das Werk von Jürgen Habermas. In der Zeit von 1972 bis 1985 lehrte er am Institut für Philosophie der Boston University. Während dessen war er 1975/76 als Alexander von Humboldt-Stipendiat erneut in Deutschland. Mitte der 1970er Jahre übersetzte er die Legitimationsprobleme im Spätkapitalismus von Jürgen Habermas, dann Strukturwandel der Öffentlichkeit und schließlich die beiden Bände der Theorie des kommunikativen Handelns. 1978 erschien McCarthys erste Monographie: Die kritische Theorie von Jürgen Habermas.  Als Herausgeber der Buchreihe „Studies in Contemporary German Social Thought“ (MIT Press, 1981–2009) mit über 100 Titeln spielt McCarthy eine wichtige Rolle bei der Wahrnehmung der zeitgenössischen deutschen Philosophie und Soziologie in den USA.
1985 wechselte McCarthy als Professor für Philosophie an die Northwestern University in Evanston. Diese Position behielt er über 20 Jahre lang, bis 2007. Anfang der 1990er Jahre war er Vorsitzender des philosophischen Departments der Northwestern University und 1992 wurde er zum John Shaffer Professor für Geisteswissenschaften ernannt.
1986 veröffentlichte McCarthy gemeinsam mit Ken Baynes und Jim Bohman eine Essaysammlung zum aktuellen Stand der Philosophie mit dem Titel „After Philosophy: End or Transformation?“ Das Werk enthielt Beiträge führender Philosophen seiner Zeit, darunter Michel Foucault, Jean-François Lyotard, Alasdair Macintyre, Richard Rorty, Karl-Otto Apel, Jacques Derrida, Hilary Putnam, Donald Davidson und Charles Taylor. McCarthy kritisierte Versuche der Objektivierung in den Sozialwissenschaften und verwies darauf, dass man sich der Praxis der Lebenswelt nicht entziehen kann.
In dem 1991 veröffentlichten Buch „Ideals and Illusions: On Reconstruction and Deconstruction in Contemporary Critical Theory“ diskutierte er die Beziehung zwischen der Kritischen Theorie und der französisch inspirierten Dekonstruktionsbewegung und erörterte die Vernunftkonzeptionen u. a. von Habermas, Foucault, Derrida und Rorty. Dabei versuchte er zwischen der „analytischen“ und der „kontinentalen“ Tradition der Philosophie zu vermitteln.
In den letzten zehn Jahren seiner Lehrtätigkeit konzentrierte sich McCarthy auf theoretische Fragen der Geschichte rassistischen und imperialistischen Denkens, insbesondere auf deren Verflechtung mit Fortschritts- und Entwicklungstheorien. Er veröffentlichte 2009 das Buch „Race, Empire and the Idea of Human Development“, in dem er erstmals die Kritische Theorie als Rahmen für eine Diskussion über Rassenungerechtigkeit sowohl in Bezug auf die Vergangenheit und als auch die Gegenwart Amerikas zugrunde legte. Er kritisiert, dass in Diskussionen über Fortschritt und Gerechtigkeit die Themen Sklaverei und Rassismus nur am Rande behandelt wurden. Einer der Gründe hierfür war für ihn die Trennung zwischen empirischer und normativer Sozialtheorie, so dass die normative Bewertung dieser Tatsachen nicht zur Geltung kam.
Nach seiner Emeritierung an der Northwestern University im Jahr 2006 war McCarthy drei Jahre lang William H. Orrick-Gastprofessor an der Yale University. Er war  Mitglied der American Philosophical Association, der North America Kant Society und der Society for Phenomenology and Existential Philosophy. Im Jahr 2009/10 war McCarthy als Gastprofessor an der Philosophischen Fakultät des University College Dublin tätig. Hier erhielt er 2010 die Ehrendoktorwürde.

## Werke
- The Critical Theory of Jürgen Habermas, MIT Press, 1978
- Philosophie und Wissenssoziologie. Zur Aktualität der Kritischen Theorie, in: Axel Honneth und Albrecht Wellmer (Hrsg.): Die Frankfurter Schule und die Folgen. Referate eines Symposiums der Alexander von Humboldt-Stiftung vom 10.–15.12.1984 in Ludwigsburg, De Gruyter, Berlin 1986, S. 113–127
- Kritik der Verständigungsverhältnisse. Zur Theorie von Jürgen Habermas, Suhrkamp, Frankfurt 1989 (erste Ausgabe 1980)
- Ideals and Illusions: On Reconstruction and Deconstruction in Contemporary Critical Theory, MIT Press, 1991
- Ideale und Illusionen. Dekonstruktion und Rekonstruktion in der kritischen Theorie, Suhrkamp, Frankfurt 1993
- Critical Theory, zusammen mit David Hoy, Blackwell, 1994
- Vergangenheitsbewältigung in den USA. Zur Moral und Politik der Reparationen für Sklaverei, in: DZPhil, Berlin 52 (2004) 6, 847–867
- Race, Empire, and the Idea of Human Development, Cambridge University Press, 2009
- »Neo-Rassismus«. Überlegungen zur rassistischen Ideologie nach dem Niedergang der »Rasse«, in: Rainer Forst, Martin Hartmann, Rahel Jaeggi und Martin Saar (Hrsg.): Sozialphilosophie und Kritik. Festschrift für Axel Honneth zum 60. Geburtstag, Suhrkamp, Frankfurt 2009, S. 545–566
- Rassismus, Imperialismus und die Idee humaner Entwicklung, Suhrkamp, Berlin 2015
- Komplexität und Demokratie – die Versuchungen der Systemtheorie, in: Axel Honneth und Hans Joas (Hrsg.): Kommunikatives Handeln. Beiträge zu Jürgen Habermas' »Theorie des kommunikativen Handelns«, Erweiterte und aktualisierte Ausgabe, Suhrkamp, 4. Auflage Frankfurt 2017 (erste Ausgabe 2002), S. 177–215
- History and Evolution: Zur Rekonstruktion des Historischen Materialismus (1976), in: Hauke Brunkhorst, Regina Kreide und Cristina Lafont (Hrsg.): The Habermas Handbook, Columbia University Press 2017, S. 325–333